# Муромское (Северо-Казахстанская область)
Муромское (каз. Муром) — упразднённое село в Жамбылском районе Северо-Казахстанской области Казахстана. Входило в состав Баянаульского сельского округа. Код КАТО — 594635300. Ликвидировано в 2013 г.

## Население
В 1999 году население села составляло 298 человек (152 мужчины и 146 женщин). По данным переписи 2009 года, в селе проживало 60 человек (31 мужчина и 29 женщин).